# Tipla
Tipla (posuđenica iz njemačkog Dübel ) je pričvrsni element u kojeg se mogu pričvrstiti vijci na mjestima gdje bi bez njega bili nedjelotvorni. 
Postoje različite vrste tipla koje imaju različite razine snage i koje se mogu koristiti na različitim vrstama podloga.
Za odabir vrste tiple presudna je podloga i njeno svojstvo: beton, zidane konstrukcije ili drugi građevinski materijali. 

## Način korištenja tiple
1. Izbušiti rupu iste veličine kao tipla.
2. Pritisnuti tiplu u rupu.
3. Umetniti vijak kroz predmet koji se učvršćuje.
4. Pričvrstiti odvijačem.